# Präsidentschaftsvorwahl in den Vereinigten Staaten

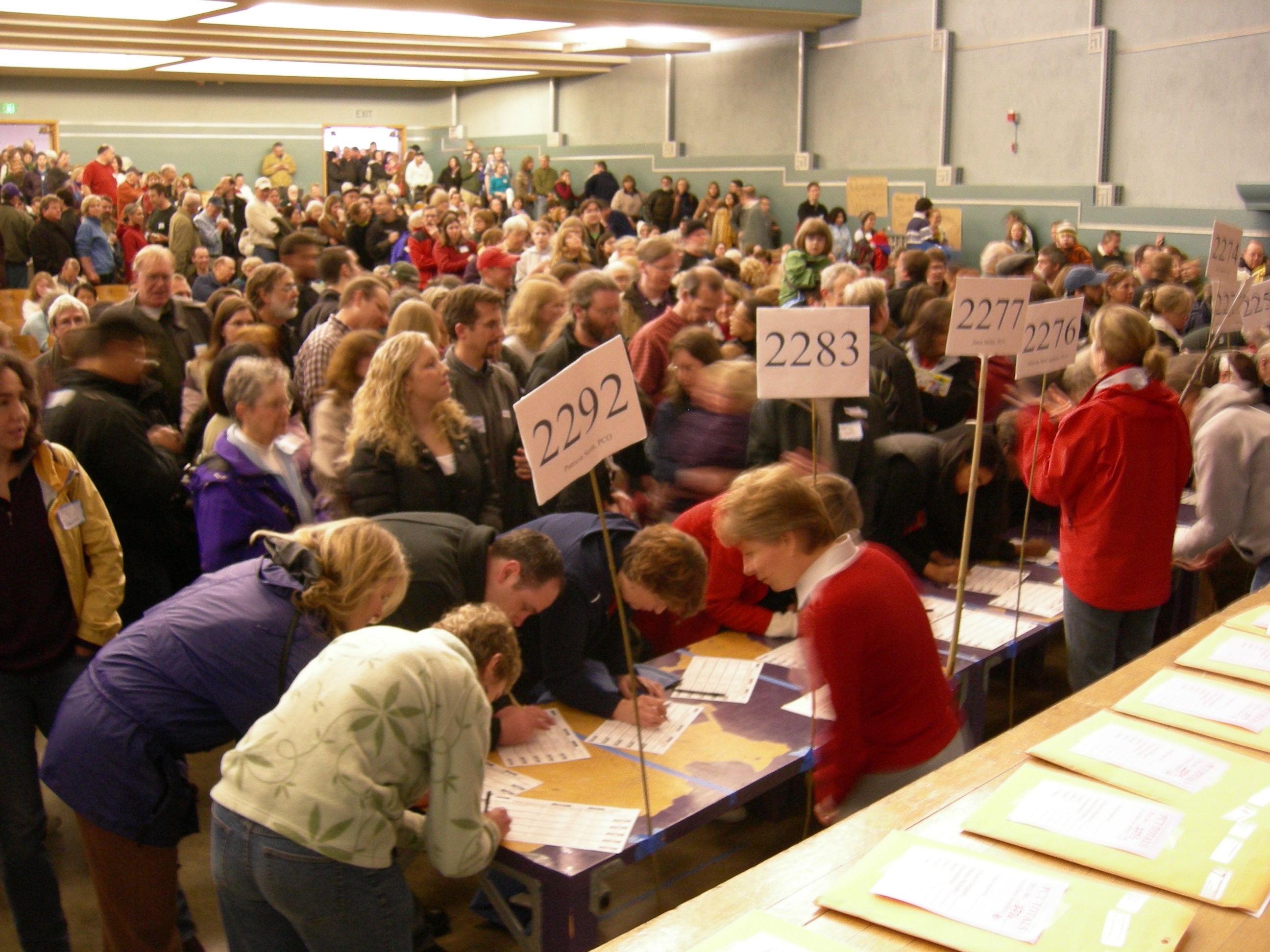
Wähler bei der Anmeldung zu einem Caucus der Demokraten im Staat Washington im Jahr 2008 in der Eckstein-Mittelschule in Seattle

Die Vorwahl zur Präsidentschaftswahl in den Vereinigten Staaten findet jeweils im Jahr einer Präsidentschaftswahl (normalerweise zwischen Januar und Juni) zur Bestimmung der Kandidaten der politischen Parteien statt. Im Laufe dieser Vorwahl kommt es zu Wahlen (Primary) oder zu Versammlungen (Caucus) in jedem der 50 Bundesstaaten, im Bundesdistrikt Washington, D.C. und in den Außengebieten der Vereinigten Staaten. Das Verfahren ist nicht in der Verfassung der Vereinigten Staaten geregelt, sondern im Lauf der Zeit von den politischen Parteien selbst geschaffen worden und unterscheidet sich in seiner Ausgestaltung erheblich zwischen den Bundesstaaten; einige halten nur Vorwahlen ab, einige nur Caucuses und in anderen werden beide Verfahren kombiniert. 

## Verfahren
Die beiden großen politischen Parteien der Vereinigten Staaten – die Demokratische Partei und die Republikanische Partei – nominieren ihren Präsidentschaftskandidaten offiziell auf ihrem jeweiligen Nominierungsparteitag (National Convention). Jeder Bundesstaat entsendet dorthin eine bestimmte Anzahl Delegierte (siehe unten), die wiederum größtenteils auf Grundlage der Ergebnisse der dortigen Vorwahlen bestimmt werden: Je nachdem, wie viele Stimmen die jeweiligen Bewerber darin erhalten haben, wird ihnen eine entsprechende Anzahl (oder teilweise auch alle) der Delegierten des Bundesstaates zugewiesen, welche beim Parteitag für sie stimmen sollen und die daher als „verpflichtete Delegierte“ (pledged delegates) bezeichnet werden. Die Vorwahlen selbst sind je nach Bundesstaat unterschiedlich organisiert, lassen sich aber grundsätzlich in Caucus (Wahlversammlung) und Primary (öffentliche Vorwahl) einteilen (siehe unten).
Darüber hinaus gibt es (bei den Demokraten seit 1982) sogenannte „Superdelegierte“ (superdelegates oder unpledged delegates). Diese gehen nicht aus den Vorwahlen hervor, sondern sind meist (gegenwärtige oder frühere) Amtsinhaber und Parteioffizielle. Diese sind in ihrer Wahl des Kandidaten frei, wodurch Prognosen erschwert werden. Die Zuordnung zu einem „Lager“ erfolgt dann aufgrund veröffentlichter Unterstützungsbekundungen (endorsements). Bei den Demokraten können die Superdelegierten jedoch erst dann ihr Stimmrecht ausüben, wenn in der ersten Abstimmung kein Kandidat die erforderliche Mehrheit erhalten hat. Inwieweit auch die verpflichteten Delegierten formell daran gebunden sind, ihre Stimme tatsächlich für „ihren“ jeweiligen Kandidaten abzugeben (oder aber theoretisch davon abweichen können), hängt von den jeweiligen Gesetzen und den Satzungsbestimmungen der Partei im jeweiligen Bundesstaat ab.
Wenn keiner der Kandidaten eine Mehrheit der Delegierten hinter sich hat, kommt es zu einer Brokered Convention mit mehreren Wahlgängen. In den letzten Wahlen war aber bereits lange vor dem Parteitag bekannt, wer dort zum Präsidentschaftskandidaten gewählt werden würde. Das letzte Mal, dass der Kandidat vor dem Parteitag noch nicht feststand, war 1976, als Ronald Reagan knapp von dem amtierenden Präsidenten Gerald Ford geschlagen wurde. 

### Arten von Vorwahlen
In den meisten Staaten werden die Vorwahlen als Primaries abgehalten. Diese werden von den regionalen, staatlichen Behörden organisiert und finden in öffentlichen Wahllokalen statt, während Caucuses private, selbst organisierte Veranstaltungen der jeweiligen Parteien sind. Primaries ähneln daher einer öffentlichen Wahl und Caucuses eher regionalen Parteitagen.
Wer bei den Vorwahlen jeweils stimmberechtigt ist, unterscheidet sich von Bundesstaat zu Bundesstaat erheblich: In vielen Bundesstaaten finden sogenannte geschlossene Vorwahlen (closed primaries) statt, an denen nur die bei der Partei offiziell registrierten Wähler teilnehmen können (eine Parteimitgliedschaft ist jedoch nicht notwendig). In einigen Staaten gibt es semi-closed primaries, bei denen auch die keiner Partei zugehörigen Wähler sich für die Teilnahme an der Vorwahl einer bestimmten Partei entscheiden können. In einer open primary hingegen kann jeder Wähler in der Vorwahl einer Partei abstimmen. Bei all diesen Systemen kann ein Wähler aber nur an einer Vorwahl teilnehmen, d. h., wenn er für einen republikanischen Kandidaten gestimmt hat, darf er nicht mehr für einen demokratischen Kandidaten stimmen, und umgekehrt. Einige wenige Staaten praktizierten eine blanket primary, bei der Kandidaten verschiedener Parteien zur Wahl standen, bis dies 2000 durch eine Entscheidung des Supreme Court untersagt wurde.
Fast alle Staaten haben bindende Vorwahlen, deren Ergebnisse bestimmte oder alle Delegierte verpflichten, auf dem Nominierungsparteitag für einen bestimmten Kandidaten zu stimmen, und zwar während einer bestimmten Zahl von Wahlgängen oder bis der Kandidat sie aus der Bindung entlässt. Einige bindende Vorwahlen sind Mehrheitswahlen, bei denen alle Delegierte des Staates für den einen gewählten Kandidaten stimmen müssen, andere sind Verhältniswahlen, bei denen die Delegierten prozentual nach dem Wahlergebnis aufgeteilt werden. Bei diesem Verfahren gibt es häufig prozentuale Hürden für die Zuteilung von Delegierten.
Eine Handvoll von Staaten praktiziert nicht-bindende Vorwahlen, bei denen Vertreter in einen Parteitag auf der Ebene des jeweiligen Staates entsandt werden, der wiederum die Delegierten für den Nominierungsparteitag wählt. Ein paar Staaten (wie Iowa) haben sogar eine zusätzliche Zwischenstufe, bei der die Wähler Delegierte zu einem Bezirksparteitag (county convention) entsenden, aus dem heraus dann erst die Delegierten zum Parteitag auf staatlicher Ebene entsandt werden.
Das Wahlrecht in einer Primary oder einem Caucus wird von den Regularien der jeweiligen Partei in dem Bundesstaat bestimmt, obwohl staatliche Gesetze anderweitige Bestimmungen enthalten können. Der Vorteil eines Caucus ist, dass die jeweilige Partei in dem Staat für die Organisation und Durchführung selbst verantwortlich ist, anstatt dies der staatlichen oder örtlichen Verwaltung zu überlassen. Ihr Nachteil ist, dass die meisten Wahlgesetze normalerweise nicht auf Caucuses anwendbar sind.

### Regeln für die Auswahl von Delegierten
Beide Parteien, die Demokratische Partei und die Republikanische Partei, ändern gewöhnlich ihre Regeln zur Auswahl von Delegierten zwischen den Präsidentschaftswahlen, einschließlich der Regeln, wie viele Delegierte den einzelnen Bundesstaaten und Territorien zugewiesen werden.
Nach den gegenwärtigen, 2006 beschlossenen Regeln der Demokratischen Partei werden Delegierte in einer Verhältniswahl gewählt, wobei jeder Kandidat aber mindestens 15 % der Wählerstimmen dieses Staates erreichen muss. Außerdem kann die Demokratische Partei jeden Kandidaten nach ihren Regularien zurückweisen. In jedem Staat wird ein Plan zur Auswahl von Delegierten veröffentlicht, in dem die Berechnung der Zahl der Delegierten pro Wahlbezirk festgelegt wird und wie Wählerstimmen von örtlichen Parteitagen sich auf die Parteitage auf staatlicher Ebene und auf den Nominierungsparteitag auswirken. Seit den Vorwahlen der Demokraten von 2012 beruht die Zahl der gebundenen Delegierten für jeden Bundesstaat und Washington D.C. im Wesentlichen auf zwei Faktoren, erstens dem Wahlergebnis der Demokraten in dem betreffenden Staat in den letzten drei Präsidentschaftswahlen und zweitens der Zahl der auf diesen Staat entfallenden Stimmen im Wahlmännerkollegium, dem Electoral College. Staaten mit späteren Vorwahlen können zusätzliche Bonus-Delegierte erhalten.
Die seit 2008 geltenden Regeln der Republikanischen Partei lassen den Bundesstaaten mehr Freiheiten bei der Bestimmung ihrer Delegierten. Eine Reihe von Staaten führte das Mehrheitswahlrecht auf verschiedenen Ebenen ein, andere wählten die Verhältniswahl. Änderungen 2012 führten zur Ausweitung der Verhältniswahl. Jedem Wahlbezirk stehen drei Delegierte zu, bei Vorwahlen auf Staatsebene erhält der Staat mindestens zehn Delegierte. Ob zusätzliche Bonus-Delegierte zugestanden werden, hängt unter anderem davon ab, ob der Staat einen republikanischen Gouverneur und republikanische Mehrheiten in seinen Gesetzgebungsorganen und/oder im US-Kongress hat.
Die Regelwerke beider Parteien enthalten Bestimmungen über diejenigen Personen, die als ungebundene Delegierte bestellt werden können. Die endgültige Zahl an Superdelegierten steht – aufgrund möglicher Todesfälle oder Rücktritte beziehungsweise der Ergebnisse zwischenzeitlich erfolgter anderer Wahlen – zumeist erst in der Woche vor dem Nominierungsparteitag fest.

## Kalender
Der Präsidentschaftswahlkampf beginnt oft ein Jahr vor den Vorwahlen in New Hampshire, somit zwei Jahre vor der Präsidentschaftswahl. Der frühe Beginn beruht auf steuerlichen Vorschriften, die größere Spenden und Ausgaben für den Wahlkampf erst nach der Abgabe einer Kandidaturerklärung (Statement of Candidacy) zulassen.
Während der ersten sechs Monate des Wahljahres finden die Vorwahlen und Caucuses unabhängig voneinander in jedem Staat, in Washington D.C. und in den Außengebieten statt. Jede Partei bestimmt ihren eigenen Kalender und entsprechende Regeln und ist in manchen Fällen auch für die Abhaltung der Wahl verantwortlich. Um Kosten zu sparen und die Wahlbeteiligung anzuspornen, werden die Vorwahlen der großen Parteien meist am gleichen Tag abgehalten und häufig mit den Terminen in anderen Staaten abgestimmt. Die Vorwahl selbst wird von den örtlichen Behörden gemäß den korrespondierenden staatlichen Bestimmungen durchgeführt. In einzelnen Fällen enthalten die staatlichen Bestimmungen Regeln über die Bezahlung der Delegierten und die Wahlberechtigung, ansonsten gelten die Bestimmungen der jeweiligen Partei.
In den vergangenen Jahren haben einzelne Staaten immer frühere Vorwahlen abgehalten, um ihren Einfluss auf das Wahlergebnis zu vergrößern. Als Reaktion darauf haben die Zentralen beider Parteien versucht, einen zeitlichen Rahmen einzuführen und Regeln aufzustellen, wonach frühe Vorwahlen zur Reduzierung der Delegiertenzahl führen können. Für das Jahr 2020 beschloss der Bundesstaat Kalifornien, der 2016 erst im Juni hatte abstimmen lassen, seine Primary auf den März zu verschieben, was den Bundesstaat nach bisheriger Planung an die zeitlich sechste Stelle bringen und damit seinen Einfluss auf den Auswahlprozess deutlich erhöhen würde. Als bevölkerungsreichster Bundesstaat mit besonders teuren Medienmärkten hat diese Entscheidung potenziell großen Einfluss auf die Strategie der Kandidaten.

### Iowa und New Hampshire
Traditionell ist der Iowa Caucus, der üblicherweise im Januar des Wahljahres abgehalten wird, das erste verbindliche Ereignis, in dem ein Kandidat Delegiertenstimmen für den Nominierungsparteitag erlangen kann. Ihm folgen üblicherweise die Vorwahlen in New Hampshire, die seit 1920 traditionsgemäß und aufgrund der Gesetzeslage in New Hampshire die ersten Vorwahlen sind. Nach dem Recht New Hampshires müssen die Vorwahlen „an dem Dienstag abgehalten werden, der mindestens sieben Tage unmittelbar vor dem Datum liegt, an dem irgendein anderer Staat eine vergleichbare Wahl abhält.“ Die Iowa Caucuses gelten im Recht des Staates New Hampshire nicht als „eine vergleichbare Wahl“, da es sich um Caucuses und nicht um Vorwahlen handelt. Sollte irgendein Staat seine Vorwahlen zu dicht an die von New Hampshire oder gar vor sie legen, ist der Secretary of State von New Hampshire verpflichtet, die dortigen Vorwahlen vorzuverlegen.
In den letzten Wahlen wurde mehr als die Hälfte der Berichterstattung der Medien über den gesamten Wahlkampf auf den Iowa Caucus und die Vorwahl in New Hampshire konzentriert. Nach Iowa und New Hampshire bemühen sich die Spitzenkandidaten, ihre Position zu stärken, während die anderen um die zweiten Plätze kämpfen.
Weil diese Staaten klein sind, findet der Wahlkampf auf einem vergleichsweise persönlichen Niveau statt. Infolgedessen kann auch ein wenig bekannter Kandidat mit beschränkten finanziellen Mitteln in einem traditionellen Wahlkampf enge Kontakte zu interessierten Wählern aufnehmen und damit besser als erwartet abschneiden. Die Iowa Caucuses und die Vorwahlen in New Hampshire haben in der Geschichte eine Reihe von schlagzeilenträchtigen, überraschenden Ergebnissen hervorgebracht.

### South Carolina
Für die Republikaner gilt die Vorwahl in South Carolina als „Brandschutzmauer“, um die Spitzenkandidaten und Favoriten des Establishments in ihrem Rennen um die Präsidentschaftskandidatur zu schützen und etwaige Emporkömmlinge zu bremsen, die in Iowa und New Hampshire zu viel Fahrt bekommen haben. Von 1980 bis 2008 hat der Republikanische Kandidat, der die Vorwahl in South Carolina gewonnen hat, dann auch die Nominierung zum Präsidentschaftskandidaten erreicht. 2012 hatte Newt Gingrich bei den Vorwahlen der Republikaner zunächst nur mäßigen Erfolg, errang dann aber in South Carolina einen deutlichen Sieg über den Spitzenreiter Mitt Romney. Nachdem er jedoch in Florida deutlich gegenüber Romney verloren hatte, lief sein weiterer Wahlkampf an dritter Stelle mit Rick Santorum als wichtigstem Herausforderer.

### Super Tuesday
Der Super Tuesday ist der Dienstag im Februar oder März, an dem die größte Zahl von Staaten ihre Vorwahlen abhalten. Da er in zahlreichen Staaten in geographisch und sozial unterschiedlichen Regionen des Landes abgehalten wird, ist er für die Kandidaten der erste Test für ihre Erfolgsaussichten auf nationalem Niveau. Am Super Tuesday können mehr Delegiertenstimmen als an jedem anderen Tag erreicht werden, deshalb haben überzeugende Ergebnisse an diesem Tag die Kandidaten meist auch zur Nominierung durch ihre Partei gebracht.

## Kritik
Das System der Primarys und Caucuses wird wegen des langen Zeitraums über den es sich erstreckt, kritisiert. Sein Vorteil ist die Möglichkeit, dass jeder Kandidat seine Mittel jeweils auf ein Gebiet konzentrieren kann und nicht gleichzeitig in jedem Bundesstaat Wahlkampf betreiben muss. Das Ergebnis muss jedoch nicht repräsentativ für die Gesamtheit der Wähler sein: Wähler in Iowa, New Hampshire und anderen kleineren Staaten, die ihre Vorwahlen und Caucuses traditionell als erste abhalten, haben üblicherweise einen erheblichen Einfluss, während die Entscheidung der Wähler in Kalifornien und anderen großen Staaten, die ihre Vorwahlen üblicherweise als letzte im Juni abhalten, kaum noch Gewicht hat, weil die Nominierung dann meist schon feststeht. Deshalb konkurrieren einige Staaten um möglichst frühe Vorwahltermine.